# Mučín
Mučín (in ungherese Mucsény) è un comune della Slovacchia facente parte del distretto di Lučenec, nella regione di Banská Bystrica.